# Counter-Strike: Condition Zero
Counter-Strike: Condition Zero (známý také pod zkratkou CS:CZ) je multiplayerová hra vyvíjená a vydaná společností Valve v roce 2004. Hra patří do série her Counter-Strike, přičemž po dílu Counter-Strike je druhým dílem této videoherní série. Byla vydána v březnu 2004 pro Windows. Mezi zásadní vylepšení oproti původnímu titulu patří možnost singleplayeru. Dále byla vylepšena grafika hry a upraveny textury jednotlivých map. Pouhého půl roku po vydání titulu vyšel nástupnický titul série zvaný Counter-Strike: Source.
Hra je založena na enginu GoldSrc. V březnu 2013 byla vydána i pro operační systémy MacOS a Linux. Vývojáři videohry byla studia Valve, Ritual Entertainment a Turtle Rock Studios, vydavateli pak rovněž společnost Valve a dále společnost Sierra Entertainment.